# Белая (приток Рядани)
Белая — река в России, протекает по Бокситогорскому району Ленинградской области. Правый приток Рядани, бассейн Сяси.

## География
Река начинается около деревни Осиновка, течёт на северо-запад, затем на запад. Впадает в Рядань в 18 км от устья последней. Длина реки составляет 25 км, водосборная площадь 129 км². Населённых пунктов на реке нет.

## Данные водного реестра
По данным государственного водного реестра России относится к Балтийскому бассейновому округу, водохозяйственный участок реки — Сясь, речной подбассейн реки — Нева и реки бассейна Ладожского озера (без подбассейна Свирь и Волхов, российская часть бассейнов). Относится к речному бассейну реки Нева (включая бассейны рек Онежского и Ладожского озера).
Код объекта в государственном водном реестре — 01040300112102000018228.